# Trhové Sviny
Trhové Svinyⓘ (niem. Schweinitz in Böhmen) − miasto w Czechach, w kraju południowoczeskim. Według danych z 31 grudnia 2003 powierzchnia miasta wynosiła 5 280 ha, a liczba jego mieszkańców 4 705 osób.
Trhové Sviny pierwotnie nazywały się Svinice, po niemiecku Schweinitz. Pierwsza wzmianka pochodzi z dokumentu z roku 1260, w którym wspomniany jest właściciel o nazwisku Hojer von Schweinitz, Ojíř ze Svin. W roku 1481 Sviny otrzymały od czeskiego króla Władysława II Jagiellończyka prawo organizowania dwa razy w roku targu i od tego czasu do nazwy miasteczka dodawany jest przymiotnik Trhové (Targowe).

## Demografia
| Rok             | 1970  | 1980  | 1991  | 2001  | 2003  |
| --------------- | ----- | ----- | ----- | ----- | ----- |
| Liczba ludności | 4 006 | 4 461 | 4 632 | 4 620 | 4 705 |

Źródło: Czeski Urząd Statystyczny